# Zator (województwo mazowieckie)
Zator – wieś w Polsce położona w województwie mazowieckim, w powiecie żyrardowskim, w gminie Puszcza Mariańska.
W skład sołectwa Zator wchodzi także wieś Wola Polska.
| SIMC    | Nazwa   | Rodzaj    |
| ------- | ------- | --------- |
| 0735173 | Zatorek | część wsi |

W skład sołectwa Zator wchodzą: Zator i Wola Polska.
Wieś królewska położona była w drugiej połowie XVI wieku w powiecie mszczonowskim ziemi sochaczewskiej województwa rawskiego. W latach 1975–1998 miejscowość należała administracyjnie do województwa skierniewickiego.